# Калюпін Володимир Сергійович
Володи́мир Сергі́йович Калюпін (1991—2023) — старший лейтенант збройних сил України, учасник російсько-української війни.

## Життєпис
Народився 21 квітня 1991 в місті Борщів, навчався у Львівському державному університеті фізичної культури.
Брав участь у Революції Гідності. Після закінчення військової кафедри захищав Україну у складі 51-ї механізованої бригади, після її розформування — у складі 24-ї механізованої бригади.
Після повернення додому, деякий час працював у територіальному центрі комплектування та соціальної підтримки.
З початком повномасштабного вторгнення захищав Україну в складі 65 ОМБр. Був старшим лейтенантом, командиром взводу.
Загинув 6 серпня 2023 року поблизу Роботиного Запорізької області.
Довгий час вважався зниклим безвісти.
Похований 5 серпня 2024 року.

## Нагороди
- Орден Богдана Хмельницького III ступеня[2].